# NGC 3185
NGC 3185 أو إن جي سي 3185 هيَ مجرة حلزونية تقع على بُعد 20.4 فرسخ فلكي من كوكبة الأسد، وهي من أعضاء مجموعة المجرات الرباعية المُسماة HCG 44.